# Lößnitzbahn
| Vor dem Eckhaus ganz links steht an der Endhaltestelle eine Lößnitzbahn (1898) |                       |                                                 |                                                 |
| Spurweite: | 1000, ab 1930 1450 mm |                                                 |                                                 |
| Stromsystem: | 600 =                 |                                                 |                                                 |
| Maximale Neigung: | 34,8 ‰                |                                                 |                                                 |
| Zweigleisigkeit: | Mickten–Radebeul West |                                                 |                                                 |
| |                       |                                                 |                                                 |
| \| \| \| Stadtspur 1450 mm (Stand: 1994) \| \| \| \| \| von Altpieschen \| \| \| \| \| nach Übigau („Echoweiche“) \| \| \| \| \| Einfahrt Strbhf. Mickten \| \| \| \| \| Mickten (rechts Meterspur) \| \| \| \| \| Einfahrt Strbhf. der Lößnitzbahn \| \| \| \| \| Einfahrt Schleife Wurzener Straße \| \| \| \| \| \| \| \| \| \| Schleife Dreyßigplatz \| \| \| \| \| Alttrachau \| \| \| \| \| Rankestraße \| \| \| \| \| Am Trachauer Bahnhof \| \| \| \| \| Bahnstrecke Leipzig–Dresden \| \| \| \| \| Kuppelendstelle Geblerstraße \| \| \| \| \| Stadtgrenze Dresden/Radebeul (seit 1903) \| \| \| \| \| Geblerstraße \| \| \| \| \| Autobahn A 4 \| \| \| \| \| Forststraße \| \| \| \| \| Schleife Radebeul Ost[1] \| \| \| \| \| Zinzendorfstraße \| \| \| \| \| Hauptstraße \| \| \| \| \| Schildenstraße \| \| \| \| \| Wasastraße \| \| \| \| \| Weißes Roß \| \| \| \| \| Schmalspurbahn Radebeul Ost–Radeburg \| \| \| \| \| Lößnitzbach \| \| \| \| \| Weintraubenstraße \| \| \| \| \| Zillerstraße \| \| \| \| \| Dr.-Külz-Straße \| \| \| \| \| Borstraße \| \| \| \| \| Moritzburger Straße \| \| \| \| \| Radebeul West \| \| \| \| \| Schleife Radebeul West \| \| \| \| \| Beginn eingleisige Strecke \| \| \| \| \| Wackerbarths Ruhe nur stadtwärts \| \| \| \| \| Johannisbergstraße \| \| \| \| \| Endstelle Zitzschewig \| (Meterspur) \| \| \| \| Gerhart-Hauptmann-Straße \| \| \| \| \| Eisenbahnbrücke \| \| \| \| \| Bahnstrecke Berlin–Dresden \| \| \| \| \| Stadtgrenze Radebeul/Coswig \| \| \| \| \| Radebeuler Straße ehem. „Feldweiche“ \| \| \| \| \| Rathaus \| \| \| \| \| Einfahrt Strbhf. Coswig, Ausfahrt Gleisschleife \| \| \| \| \| Betriebshof \| \| \| \| \| Einfahrt Gleisschleife Strbhf. Coswig \| \| \| \| \| Salzstraße \| \| \| \| \| Auerstraße \| \| \| \| \| Steinbacher Weg \| \| \| \| \| Stadtgrenze Coswig/Weinböhla \| \| \| \| \| Köhlerstraße \| \| \| \| \| Weinböhla Wendeschleife \| \| \| \| \| Weinböhla Stichgleis \| \| |                       |                                                 |                                                 |
| |                       | Stadtspur 1450 mm (Stand: 1994)                 |                                                 |
| U-Bahn-Strecke |                       | von Altpieschen                                 | von Altpieschen                                 |
| U-Bahn-Abzweig geradeaus und nach links |                       | nach Übigau („Echoweiche“)                      | nach Übigau („Echoweiche“)                      |
| U-Bahn-Abzweig geradeaus und ehemals nach links |                       | Einfahrt Strbhf. Mickten                        | Einfahrt Strbhf. Mickten                        |
| U-Bahn-Bahnhof · U-Bahn-Kopfbahnhof Streckenanfang (Strecke außer Betrieb) |                       | Mickten (rechts Meterspur)                      | Mickten (rechts Meterspur)                      |
| U-Bahn-Strecke · U-Bahn-Abzweig geradeaus und nach links (Strecke außer Betrieb) |                       | Einfahrt Strbhf. der Lößnitzbahn                | Einfahrt Strbhf. der Lößnitzbahn                |
| U-Bahn-Abzweig geradeaus und ehemals nach rechts · U-Bahn-Strecke (außer Betrieb) |                       | Einfahrt Schleife Wurzener Straße               | Einfahrt Schleife Wurzener Straße               |
| U-Bahn-Abzweig geradeaus und ehemals von links · U-Bahn-Strecke nach rechts (außer Betrieb) |                       |                                                 |                                                 |
| |                       | Schleife Dreyßigplatz                           |                                                 |
| U-Bahn-Haltepunkt / Haltestelle |                       | Alttrachau                                      | Alttrachau                                      |
| U-Bahn-Haltepunkt / Haltestelle |                       | Rankestraße                                     | Rankestraße                                     |
| U-Bahn-Haltepunkt / Haltestelle |                       | Am Trachauer Bahnhof                            | Am Trachauer Bahnhof                            |
| U-Bahn-Kreuzung mit Eisenbahn geradeaus unten |                       | Bahnstrecke Leipzig–Dresden                     | Bahnstrecke Leipzig–Dresden                     |
| U-Bahn-Kopfbahnhof Streckenanfang und quer (Strecke außer Betrieb) · U-Bahn-Abzweig geradeaus und ehemals nach rechts |                       | Kuppelendstelle Geblerstraße                    | Kuppelendstelle Geblerstraße                    |
| U-Bahn-Grenze |                       | Stadtgrenze Dresden/Radebeul (seit 1903)        | Stadtgrenze Dresden/Radebeul (seit 1903)        |
| U-Bahn-Haltepunkt / Haltestelle |                       | Geblerstraße                                    | Geblerstraße                                    |
| U-Bahn-Strecke mit Straßenbrücke |                       | Autobahn A 4                                    | Autobahn A 4                                    |
| U-Bahn-Haltepunkt / Haltestelle |                       | Forststraße                                     | Forststraße                                     |
| |                       | Schleife Radebeul Ost                           |                                                 |
| U-Bahn-Haltepunkt / Haltestelle |                       | Zinzendorfstraße                                | Zinzendorfstraße                                |
| U-Bahn-Haltepunkt / Haltestelle |                       | Hauptstraße                                     | Hauptstraße                                     |
| U-Bahn-Haltepunkt / Haltestelle |                       | Schildenstraße                                  | Schildenstraße                                  |
| U-Bahn-Haltepunkt / Haltestelle |                       | Wasastraße                                      | Wasastraße                                      |
| U-Bahn-Haltepunkt / Haltestelle |                       | Weißes Roß                                      | Weißes Roß                                      |
| U-Bahn-Kreuzung mit Eisenbahn |                       | Schmalspurbahn Radebeul Ost–Radeburg            | Schmalspurbahn Radebeul Ost–Radeburg            |
| U-Bahn-Brücke über Wasserlauf |                       | Lößnitzbach                                     | Lößnitzbach                                     |
| U-Bahn-Bahnhof |                       | Weintraubenstraße                               | Weintraubenstraße                               |
| U-Bahn-Haltepunkt / Haltestelle |                       | Zillerstraße                                    | Zillerstraße                                    |
| U-Bahn-Haltepunkt / Haltestelle |                       | Dr.-Külz-Straße                                 | Dr.-Külz-Straße                                 |
| U-Bahn-Haltepunkt / Haltestelle |                       | Borstraße                                       | Borstraße                                       |
| U-Bahn-Haltepunkt / Haltestelle |                       | Moritzburger Straße                             | Moritzburger Straße                             |
| U-Bahn-Haltepunkt / Haltestelle |                       | Radebeul West                                   | Radebeul West                                   |
| |                       | Schleife Radebeul West                          |                                                 |
| U-Bahn-Dienststation / Betriebs- oder Güterbahnhof |                       | Beginn eingleisige Strecke                      | Beginn eingleisige Strecke                      |
| U-Bahn-Haltepunkt / Haltestelle |                       | Wackerbarths Ruhe nur stadtwärts                | Wackerbarths Ruhe nur stadtwärts                |
| U-Bahn-Bahnhof |                       | Johannisbergstraße                              | Johannisbergstraße                              |
| U-Bahn-Abzweig geradeaus und ehemals nach links · U-Bahn-Kopfbahnhof Streckenende und quer (Strecke außer Betrieb) |                       | Endstelle Zitzschewig                           | (Meterspur)                                     |
| U-Bahn-Bahnhof |                       | Gerhart-Hauptmann-Straße                        | Gerhart-Hauptmann-Straße                        |
| U-Bahn-Bahnhof |                       | Eisenbahnbrücke                                 | Eisenbahnbrücke                                 |
| U-Bahn-Kreuzung mit Eisenbahn geradeaus unten |                       | Bahnstrecke Berlin–Dresden                      | Bahnstrecke Berlin–Dresden                      |
| U-Bahn-Grenze |                       | Stadtgrenze Radebeul/Coswig                     | Stadtgrenze Radebeul/Coswig                     |
| U-Bahn-Bahnhof |                       | Radebeuler Straße ehem. „Feldweiche“            | Radebeuler Straße ehem. „Feldweiche“            |
| U-Bahn-Bahnhof |                       | Rathaus                                         | Rathaus                                         |
| U-Bahn-Abzweig geradeaus und nach links |                       | Einfahrt Strbhf. Coswig, Ausfahrt Gleisschleife | Einfahrt Strbhf. Coswig, Ausfahrt Gleisschleife |
| U-Bahn-Bahnhof |                       | Betriebshof                                     | Betriebshof                                     |
| U-Bahn-Abzweig geradeaus und nach links |                       | Einfahrt Gleisschleife Strbhf. Coswig           | Einfahrt Gleisschleife Strbhf. Coswig           |
| U-Bahn-Haltepunkt / Haltestelle |                       | Salzstraße                                      | Salzstraße                                      |
| U-Bahn-Bahnhof |                       | Auerstraße                                      | Auerstraße                                      |
| U-Bahn-Bahnhof |                       | Steinbacher Weg                                 | Steinbacher Weg                                 |
| U-Bahn-Grenze |                       | Stadtgrenze Coswig/Weinböhla                    | Stadtgrenze Coswig/Weinböhla                    |
| U-Bahn-Bahnhof |                       | Köhlerstraße                                    | Köhlerstraße                                    |
| |                       | Weinböhla Wendeschleife                         |                                                 |
| U-Bahn-Kopfbahnhof Streckenende (Strecke außer Betrieb) |                       | Weinböhla Stichgleis                            | Weinböhla Stichgleis                            |

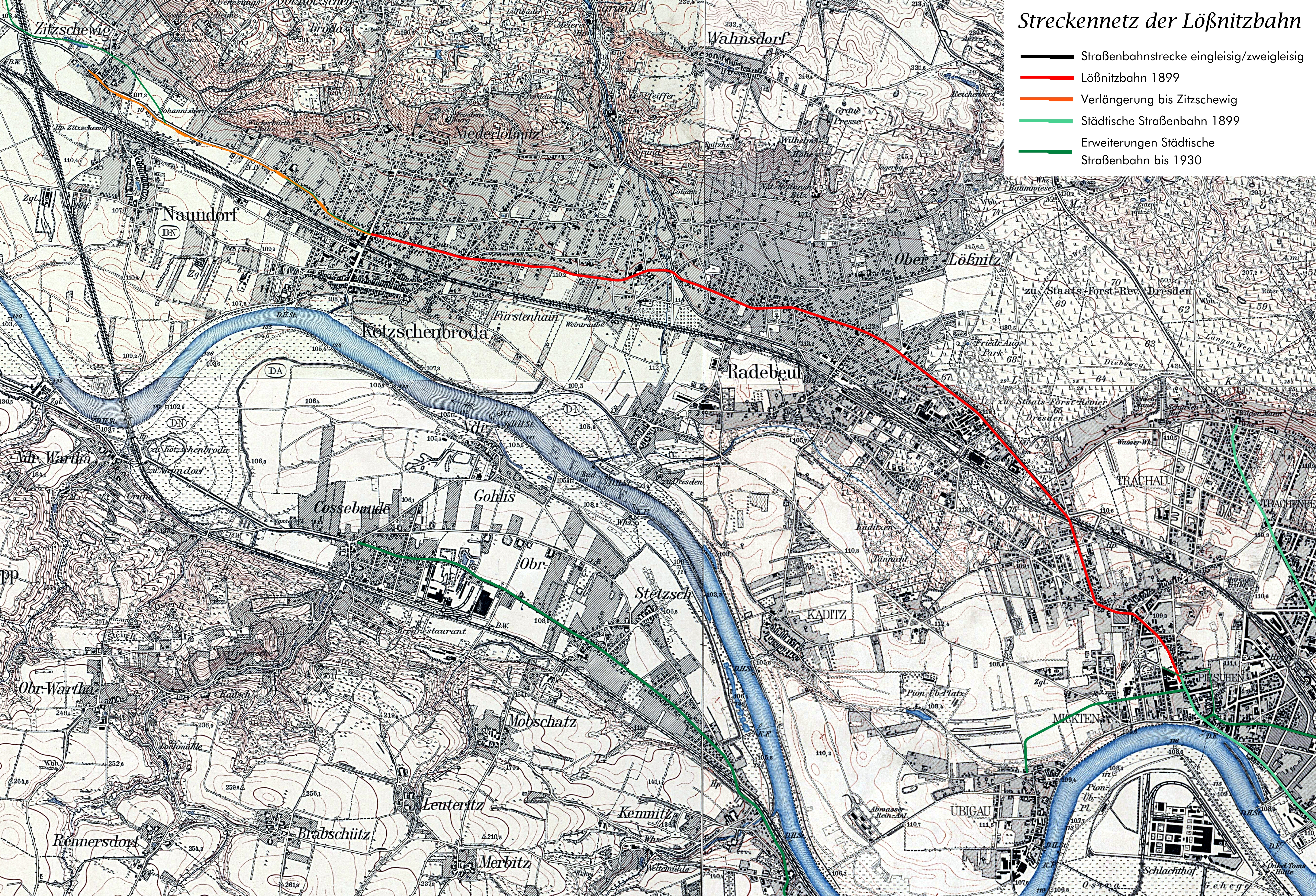
Strecken der Lößnitzbahn und angrenzende Straßenbahnstrecken.

Die Lößnitzbahn, im Volksmund auch „Lößnitzschaukel“, war eine bis 1930 schmalspurige (Meterspur) Überlandstraßenbahn von Dresden über Radebeul nach Kötzschenbroda. Beginnend 1914 und dann 1919/20 erfolgte die Verlängerung bis Zitzschewig. 1929 wurde die Verbindung mit der von Coswig kommenden Strecke in Dresdner Stadtspur (1450 mm) hergestellt und in der Folgezeit auch die Meterspur auf Stadtspur umgebaut. Im Folgejahr (1931) wurde sie nach Weinböhla verlängert, die geplante Verlängerung nach Meißen zur Straßenbahn Meißen  wurde allerdings nie gebaut.
Anders als viele Überlandbahnen in Deutschland existiert die Lößnitzbahn noch heute: Sie wird in ihrer 1931 erreichten Ausdehnung weiterhin (durch die Linie 4 der Dresdner Verkehrsbetriebe) befahren.

## Planung und Bau

Gasthof Goldene Weintraube mit Lößnitzschaukeln, Lithografie-Ansichtskarte 1904. Von dort bis zur Bahnstation Weintraube sind es 500 m. (Die Bildkomposition stimmt nicht, da das Gasthaus eigentlich links des Bergeinschnitts des Lößnitzgrunds liegt)

Lößnitzbahn in Serkowitz (Ansichtskarte 1904)

In der zweiten Hälfte des 19. Jahrhunderts wurde die Landschaft der Lößnitz dichter besiedelt, insbesondere entstanden mehrere Villenviertel. Seit 1838 war die Region durch die Eisenbahnstrecke von Dresden nach Leipzig angebunden, jedoch gab es nur drei Stationen in Radebeul (ab 1860), Weintraube (ab 1838) und Kötzschenbroda (ab 1840). So war das Gebiet nur schlecht erschlossen. Daher baten die Ortschaften der Lößnitz 1880 die Regierung um die Einrichtung einer Pferdebahn. Die Petition wurde jedoch nicht beantwortet und 1882 wurde nur eine Pferdeomnibuslinie vom Gasthof „Vier Jahreszeiten“ in Radebeul zum Postplatz eröffnet. 1893 folgte ein ebenso abgelehnter Antrag der Tramways Company, eine Strecke von Dresden bis nach Kötzschenbroda zu bauen.
1895 beantragte der Dresdner Unternehmer Oskar Ludwig Kummer in Absprache mit den Lößnitzorten die Erlaubnis zum Bau einer elektrischen Straßenbahn von Pieschen, wo die Strecke der städtischen Straßenbahn endete, nach Kötzschenbroda. Für den Betrieb der Bahn errichtete er bereits das Elektrizitätswerk Niederlößnitz, das am 1. Januar 1896 den Betrieb aufnahm und zunächst nur die Ortschaften mit Elektrizität zur Beleuchtung versorgte. Entsprechend der neuen sächsischen Straßenbahnpolitik übernahm jedoch der Staat auf der Grundlage der Kummerschen Planungen den Bau der nun meterspurigen Strecke, um eine Konkurrenz zur Eisenbahn zu verhindern. Am 13. November 1897 wurde der Dresdner Straßenbahngesellschaft („Gelbe“) die Betriebsführung und die Unterhaltung der Bahn übertragen.
Das erste Teilstück vom Straßenbahn-Umsteigepunkt Mickten bis zum Gasthof „Weißes Roß“ am Eingang zum Lößnitzgrund wurde am 21. August 1899 in Betrieb genommen. Für die elektrische Bahn wurde das Kraftwerk Niederlößnitz von 340 auf 680 kW erweitert und von Nacht- auf Ganztagesbetrieb umgestellt. Bis zum 12. Oktober 1899 erfolgte die Verlängerung bis Kötzschenbroda bis zur Ecke Meißner Straße / Moritzburger Straße, nahe dem dortigen Bahnhof Kötzschenbroda. Der Wartesaal der Straßenbahn befand sich in der Gaststätte Wettin-Haus.

## Anlagen der Lößnitzbahn und Betrieb
Die Strecke war auf ihrer ganzen Länge zweigleisig und verlief auf der Straße, heute Meißner Straße, die eigens verbreitert worden war. Wegen des geplanten Güterverkehrs lag der Gleisabstand bei 3,5 m und der Fahrdraht war in 6 m Höhe. Die größte Steigung mit 34,8 ‰ lag nördlich der Eisenbahnunterführung. Der Betriebshof war neben dem der städtischen Straßenbahn in Mickten. Hier standen acht Gleise in zwei Hallen zur Verfügung.
Betrieben wurde die Strecke von der Dresdner Straßenbahn AG, die dafür ein Drittel des Gewinns abzüglich einer Verzinsung des Baukapitals erhielt. Die Preise wurden vom Staat festgelegt und so gewählt, dass die Direktverbindung nach Dresden mit der Eisenbahn immer günstiger war als mit der Straßenbahn. Dennoch gab es einen gemeinsamen Tarif mit den anderen Strecken der Dresdner Straßenbahn und keine besonderen Fahrscheine der Lößnitzbahn. Die Straßenbahn verkehrte bis Mittags alle 10 Minuten, danach bis 21:00 Uhr alle 8 Minuten und bis nach Mitternacht wieder im 10-Minuten-Takt. In einer Fahrtzeit von 28 Minuten wurde die Strecke mit 19 Haltestellen absolviert.
Am 16. September 1901 erhielt die Lößnitzbahn ihre Betriebsordnung. Diese legte unter anderem eine maximale Arbeitszeit von 200 Stunden in drei Wochen für jeden Wagenführer, Schaffner und Signalwärter fest und verlangte eine elektrische Signalanlage. Die Höchstgeschwindigkeit war auf 20 km/h festgelegt. 1902 ging das Kraftwerk Niederlößnitz aus der Konkursmasse des Kummerschen Unternehmens an einen Gemeindeverband. Nach der Vereinigung der Dresdner Straßenbahngesellschaften übernahm die Städtische Straßenbahn Dresden den Betrieb der Lößnitzbahn zu gleichen Bedingungen.
Während des Ersten Weltkriegs wurde der Takt teilweise auf 15 Minuten gestreckt und auch der Tarif mehrfach verändert, zum Ende hin auch erhöht, um die gestiegenen Kosten zu decken. In den Jahren nach dem Krieg war der Betrieb häufiger durch Streiks oder Kohlemangel eingeschränkt. Als 1920 die Sächsischen Staatseisenbahnen in der Reichsbahn aufgingen, verblieben die Staatsstraßenbahnen beim Freistaat Sachsen, der die Straßenbahnen von den Staatlichen Elektrizitätswerken verwalten ließ. Es wurde vormittags und abends ein 20-minütiger, am Nachmittag viertelstündiger Takt eingerichtet, der jedoch in der Zeit nach der Inflation erneut ausgedünnt werden musste.

## Ausbau nach Zitzschewig

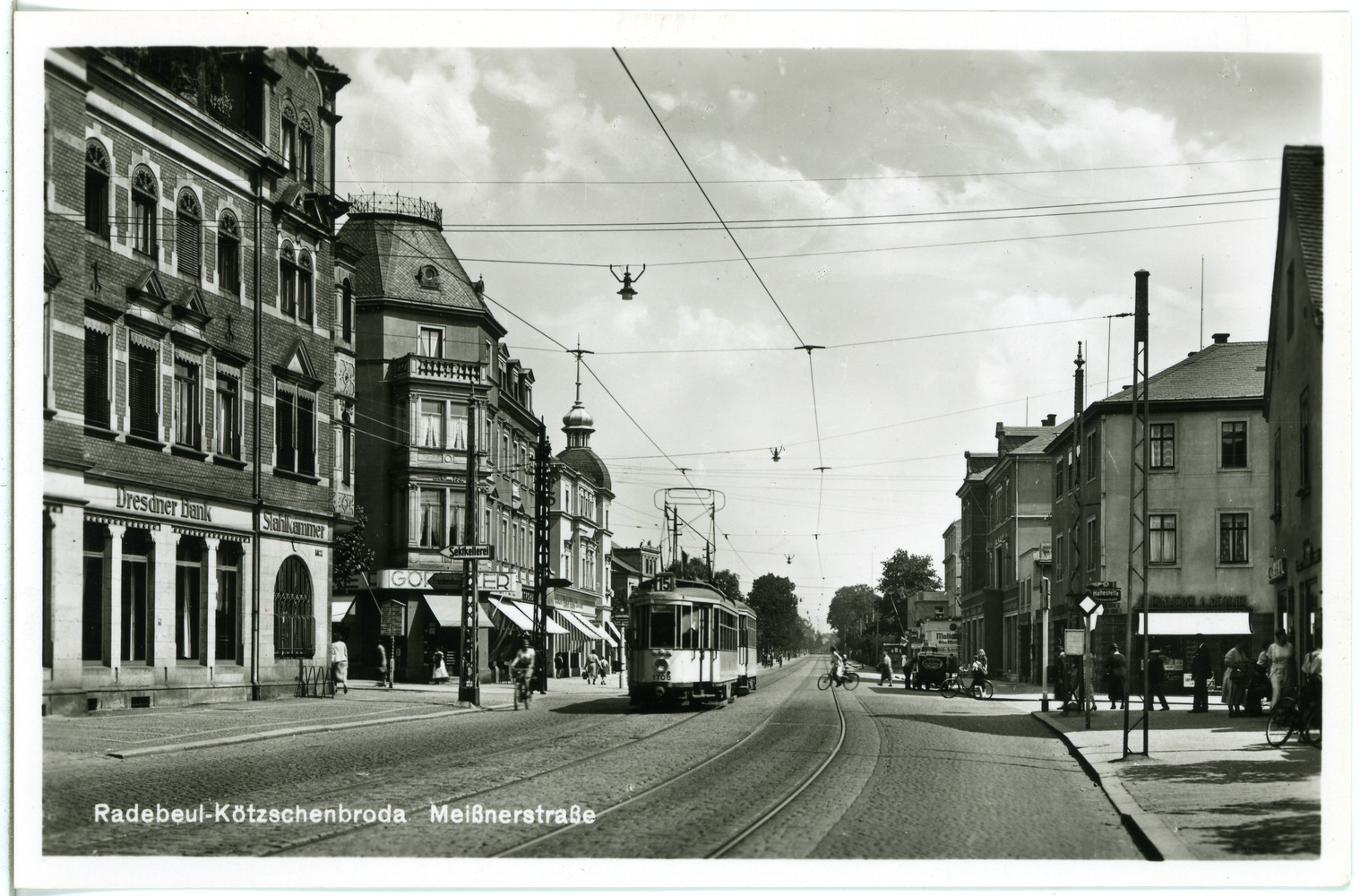
Hechtwagen der Linie 15 auf der Meißner Straße/Ecke Bahnhofstraße (1936)

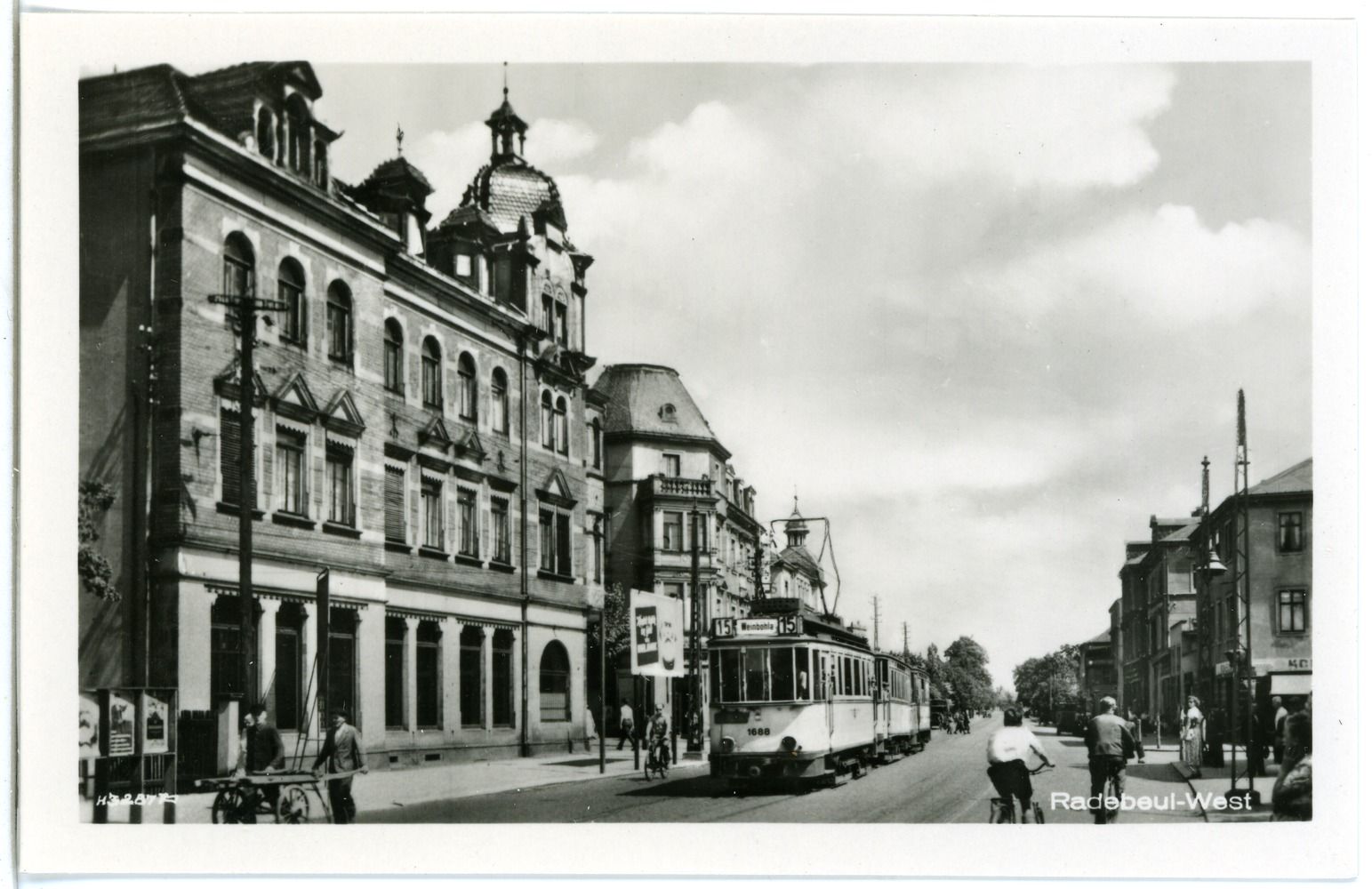
MAN-Triebwagen der Linie 15 auf der Meißner Straße/Ecke Bahnhofstraße (1952)

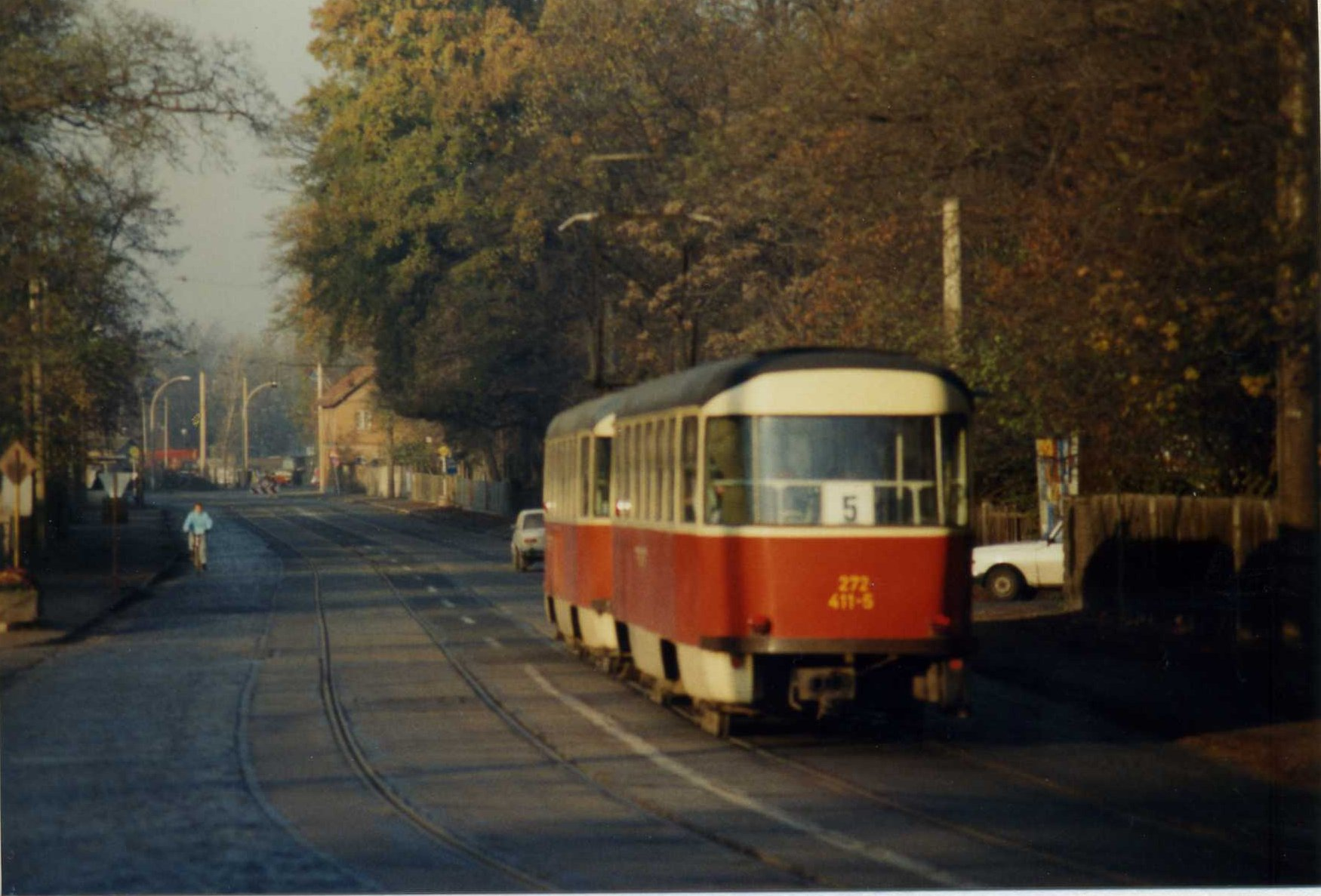
Tatra T4D/B4D-Trieb- und Beiwagen der Linie 5 auf der Meißner Straße, im Hintergrund steht das Haus Meißner Straße 172 (Nov. 1989)

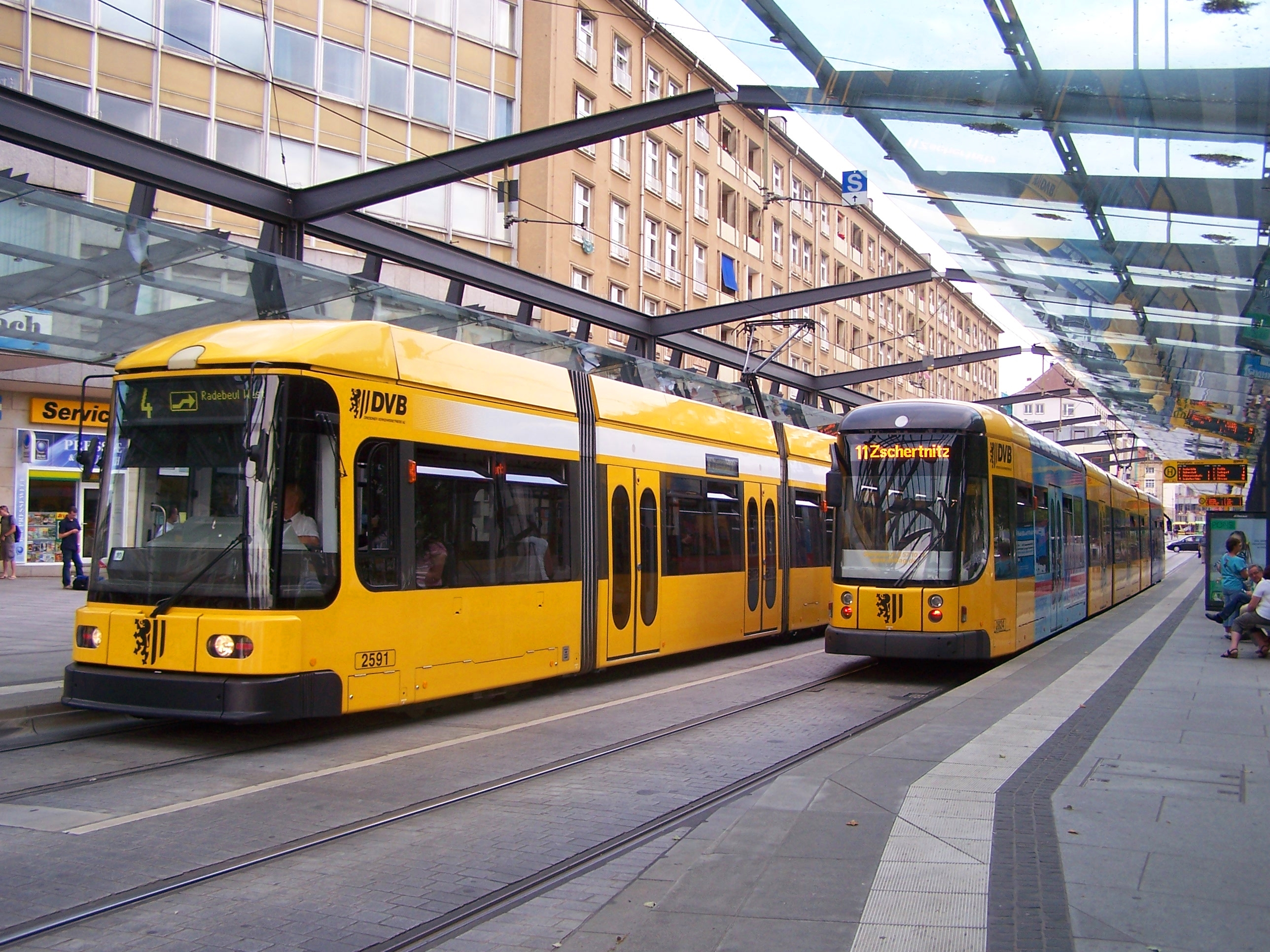
Niederflur-Zweirichtungswagen (links) NGT6DD-ZR der Linie 4 nach Radebeul West am Dresdner Postplatz (2008)

Bereits nach Fertigstellung der Lößnitzbahn waren Verlängerungen der Strecke geplant. Jedoch scheiterte eine Weiterführung über Naundorf und Niederwartha auf die andere Elbseite und von dort nach Cossebaude und Cotta am Widerstand der dortigen Gemeinden. Diese wollten keine schmalspurige Straßenbahn, von der man auf die Stadtspur umsteigen muss. Aus wirtschaftlichen Gründen wurde die Erweiterung auch von der Staatsregierung abgelehnt. Für eine Verlängerung nach Meißen waren verschiedene Varianten im Gespräch: elbnah ab Coswig über Sörnewitz; nah der Eisenbahn von Coswig über Neusörnewitz und Zaschendorf oder über Weinböhla und Niederau. Zu dieser Zeit gab es bereits eine meterspurige Straßenbahn in Meißen. Ab 1907 bemühten sich die Lößnitzgemeinden mit Petitionen um die Umsetzung einer Verlängerung zumindest bis Coswig und eine Umspurung auf Stadtspur. Nach vielen politischen Diskussionen wurde die Verlängerung nach Coswig beschlossen, eine Umspurung aber abgelehnt. Der Bau der Strecke nach Zitzschewig begann im Mai 1914, wurde wegen des Ersten Weltkriegs abgebrochen.
Ab 1919 wurden die Arbeiten an der Strecke nach Zitzschewig fortgesetzt und am 25. Dezember 1920 wurde die eingleisige Verlängerung eröffnet. Das Gleis verlief hinter Kötzschenbroda auf einem eigenen Bahnkörper neben der Straße, nur der neue Endpunkt lag wieder in Straßenmitte. Mit dem Endpunkt gab es fünf Ausweichstellen. Jede zweite Bahn fuhr ab Kötzschenbroda weiter, ließ jedoch den Beiwagen zurück.

## Übernahme ins städtische Netz
In den 1920er Jahren waren die Gleisanlagen der Lößnitzbahn und auch anderer Straßenbahnen des Dresdner Raums in einem schlechten Zustand. Um die Sanierung der Strecken zu finanzieren und ein Schnellstraßenbahnnetz um Dresden zu entwickeln, wurden daher 1926 alle staatlichen Straßenbahnen an die Straßenbahn Loschwitz-Pillnitz GmbH verkauft, die nun in „Dresdner Überland-Verkehr GmbH“ (DRÜVEG) umbenannt wurde. Bei der Sanierung der Strecken sollten diese auch auf die Dresdner Straßenbahn-Spurweite (1450 mm) umgespurt werden, um das Umsteigen in Mickten abzuschaffen.
Für den Ausbau bis Coswig und die Umspurung wurde zunächst ein neuer Betriebshof in Coswig errichtet und von dort aus mit dem Bau der neuen Strecke begonnen. So konnte bei der Umspurung auf die Einrichtung eines Interimsbetriebshofes verzichtet werden. Die neue Strecke verlief nördlich der Hauptstraße und unabhängig von dieser, war für zwei Gleise ausgelegt, jedoch wurde zunächst nur eines gebaut. An der Johannisbergstraße schloss sie an die Strecke nach Kötzschenbroda an, deren Gleislage weitgehend beibehalten wurde. Am 20. Juli 1929 wurde die Verbindung Coswig-Kötzschenbroda eingeweiht. Die alte Strecke von der Johannisbergstraße in den Ortskern von Zitzschewig wurde abgebrochen.
Bezüglich der Umspurung der Lößnitzbahn zwischen Kötzschenbroda und Mickten 1929/30 hatte die DRÜVEG eine eigene Technologie entwickelt, die die Stilllegung der Strecke – auch in Teilen – nicht erforderlich machte: Umgespurt wurde von Gleiswechsel zu Gleiswechsel zunächst nur ein Gleis von Meterspur auf Stadtspur (1450 mm). Auf dem verbliebenen meterspurigen Gleis pendelte die Lößnitzbahn längs der Baustelle. Anschließend wurde das zweite Gleis umgespurt, während nunmehr auf dem stadtspurigen Gleis längs der Baustelle gependelt wurde. Bei Bedarf wurden provisorische Ausweichen mit Hilfe von Aufliegeweichen errichtet.
| Datum      | Art der Änderung           | Strecke | Beleg  |
| ---------- | -------------------------- | --- | ------ |
| 22.07.1929 | Umspurung (Beginn)         | Kötzschenbroda, Bahnhofstraße in Richtung Serkowitz, Weißes Roß (Meterspur)                                        | [ 12 ] |
| 24.08.1929 | Umspurung                  | Kötzschenbroda, Bahnhofstraße – Kötzschenbroda, Borstraße (1450 mm, zweigleisig)                                   | [ 12 ] |
| 10.09.1929 | Umspurung                  | Kötzschenbroda, Borstraße – Kötzschenbroda, Goldene Weintraube (1450 mm, eingleisig)                               | [ 12 ] |
| 15.09.1929 | Umspurung                  | Kötzschenbroda, Goldene Weintraube – Radebeul, Weißes Roß (westlich der Schmalspurbahn, 1450 mm, eingleisig)       | [ 12 ] |
| 12.10.1929 | Umspurung                  | Kötzschenbroda, Bahnhofstraße – Radebeul, Weißes Roß (westlich der Schmalspurbahn, 1450 mm, zweigleisig, komplett) | [ 12 ] |
| 10.03.1930 | Umspurung (Wiederaufnahme) | Radebeul, Weißes Roß in Richtung Trachau – Mickten (Meterspur)                                                     | [ 12 ] |
| 02.04.1930 | Umspurung                  | Radebeul, Weißes Roß – Radebeul, Kiefernstraße (1450 mm, eingleisig)                                               | [ 12 ] |
| 29.04.1930 | Umspurung                  | Radebeul, Weißes Roß – Radebeul, Kiefernstraße (1450 mm, zweigleisig)                                              | [ 12 ] |
| 19.05.1930 | Umspurung                  | Radebeul, Kiefernstraße – Trachau, Geblerstraße (1450 mm, eingleisig)                                              | [ 12 ] |
| 12.06.1930 | Umspurung                  | Radebeul, Kiefernstraße – Trachau, Geblerstraße (1450 mm, eingleisig)                                              | [ 12 ] |
| 28.06.1930 | Umspurung                  | Trachau, Geblerstraße – Mickten, Depot (1450 mm, eingleisig)                                                       | [ 12 ] |
| 05.07.1930 | Umspurung                  | Trachau, Geblerstraße – Mickten, Depot (1450 mm, zweigleisig)                                                      | [ 13 ] |

Am 28. Juni 1930, um 0:04 Uhr rückte der letzte meterspurige Lößnitzbahnwagen in Mickten ein. Ab 5. Juli 1930 verkehrte schließlich die städtische Linie 15 von Coschütz über den Postplatz und Mickten durchgehend bis Coswig. Am 14. November 1931 wurde die Verlängerung bis Weinböhla eröffnet, die Linie 15 war nun die längste Straßenbahnlinie Dresdens. Sie wurde durch eine Eillinie ergänzt, die bis Coswig fuhr und nur an den wichtigen Haltestellen hielt. Eine Weiterführung der Straßenbahn nach Meißen scheiterte an den Vorbereitungen zum Zweiten Weltkrieg.
Die ehemaligen Wagenhallen der Lößnitzbahn in Mickten als Teil des Straßenbahnhofs Mickten sind zum Teil noch vorhanden. Sie werden heute von einem Supermarkt genutzt. Die Strecke selbst wird weiterhin durch die Linie 4 der Dresdner Verkehrsbetriebe, tagsüber im 30-Minuten-Takt (in Radebeul im üblichen Dresdner 10-Minuten-Takt, spätabends und nachts ausgedünnt), rund um die Uhr befahren.